# Ilse Losa
Ilse Losa (* 20. März 1913 in Buer bei Melle; † 6. Januar 2006 in Porto; geb. Ilse Lieblich) war eine deutsch-portugiesische Schriftstellerin und Übersetzerin. Für journalistische Arbeiten benutzte sie das Pseudonym Ana Marcus.

## Leben
Ilse Lieblich wurde als ältestes von drei Kindern eines jüdischen Pferdehändlers geboren und wuchs zunächst bei den Großeltern in der damals preußischen Provinzstadt Buer auf. Nach dem Schulbesuch in Melle und des Lyzeums in Osnabrück zog die Familie 1928 nach Hildesheim. Die Wirtschaftskrise und der frühe Tod des Vaters verhinderte das Abitur. Ein Sprachschnellkurs an der Handelsschule ermöglichte 1930 eine Au-pair-Stelle in England. Zurückgekehrt nach Berlin erfolgten bis 1933 Aushilfsbeschäftigungen in jüdischen Krankenhäusern und als Bürohilfe in Berlin. Ein Brief an Freunde, in der Ilse sich über die 'Verbrechen des Diskrimination' und den 'Verbrecher Hitler' beklagte, wurde 1934 abgefangenen und führte zu einem Verhör in der Gestapo-Zentrale. Von einem Offizier wurde ihr für den Wiederholungsfall die Verhaftung angedroht. So vorgewarnt besorgte sie sich eine Bahnfahrkarte nach Portugal. Dorthin war bereits ihr Bruder Ernst geflohen. Seit 1930 bestand in Portugal eine Militärdiktatur, die als Estado Novo unter Ministerpräsident Salazar sich dem NS-Staat vor allem wirtschaftlich annähern wollte und in dem Deutschkenntnisse sehr populär waren. Daher konnte Ilse gut als Deutschlehrerin arbeiten. Dadurch lernte sie auch schnell Portugiesisch und arbeitete zunehmend als Dolmetscherin und Übersetzerin. In den akademischen Kreisen lernte sie den Architekten Arménio Losa (1908-1988) kennen, den sie 1935 heiratete und so die portugiesische Staatsangehörigkeit erlangte, die eine Beschäftigung im öffentlichen Dienst ermöglichte. Ilse konnte so 1937-1939 an einer Fachhochschule für Grundschullehrerausbildung und als Kindergartenleiterin in Porto arbeiten. Daraus ergaben sich sowohl eine Dozentur für Kinderliteratur als auch Lektorate für deutsche Literatur im Verlag Livros do Brasíl in Lissabon. Mit den vorsichtigen Demokratisierungen in der Nachkriegszeit unter Präsident Carmona wurden die Repressionen gegen Juden sowie die strenge Pressezensur liberalisisiert. Damit wurden auch verdeckt regime-kritische Texte möglich, zu denen 1949 ihre autobiographische Erzählung 'O mundo em que vivi' gehörte.

„Losas Roman erstreckt sich über zwanzig Jahre deutscher Geschichte, doch er beschreibt nicht primär politisches oder gesellschaftliches Geschehen, sondern er zeigt deren Auswirkungen auf das Denken eines Kindes. Die Ich-Perspektive der kindlichen Erzählerin bewirkt Verfremdungseffekte (...) Die eindeutigen konventionellen Lesarten eines rationalistischen Denkens, wie es Erwachsenen zugeschrieben wird, werden durch das andersartige Denken des Kindes, das einer eigenen Logik gehorcht, überraschend  gemacht, in Frage gestellt und relativiert. Der Roman beginnt mit dem Versuch der Erzählerin, den Beginn ihrer Vergangenheit im Haus der Großeltern, das die reduzierte Welt der kleinen Rose repräsentiert, zu erinnern. Sinnliche Eindrücke prägen diese Erinnerung; der  Leser sieht das Bild eines Großvaters, dem Suppe vom Bart tropft (...) Auch die Gerüche der Pflanzen wirken als besonders dauerhafte Erinnerung. Von Anfang an macht die Erzählerin deutlich, daß ihre Erinnerungen lückenhaft sind, vielleicht sogar das faktische Geschehen verfälschen..“

 Die erzählerische Vielfalt macht den Roman heute zum festen Teil des portugiesischen Lesekanons.
Die Überprüfungen der Geheimpolizei 'PIDE' konnte Ilse durch die geschickte Wahl der von ihr übersetzten deutschen Autoren austricksen. Die Werke z. B. von Bertolt Brecht, Max Frisch und Anna Seghers bearbeiten allesamt die Fragen um Diktatur, Ausgrenzung und Freiheitsdrang. Als Verlagslektorin und Übersetzerin förderte sie wichtige portugiesische Romanciers wie Manuel da Fonseca und übersetzte sein vom Salazar-Regime verbotenes Buch „Saat des Windes“ ins Deutsche. Ihr schriftstellerisches Standbein war und blieb die Kinderliteratur. Ihre Figuren sind dabei stets auch Helden und Vorkämpfer für Eigensinn und Anderssein, wie der 'kurzbeinige Herr' (1979), ihr eigensinniger Papagei 'Bonifácio' (1980) oder die unerschütterliche Umweltschützerin 'Beatriz' (2000).
Zusammen mit ihren kleinen journalistischen Texten, Glossen und Kolumnen für Zeitungen gehören die Kinderbücher in Portugal zur Schullektüre. „Ilse Lieblich Losa hat sich als fest verankerte und dennoch zwischen den Polen stehende Mittlerin zweier sprachlicher Welten im transnationalen Kulturaustausch verdient gemacht.“ In Portugal wurden sie und ihr Werk geliebt und anlässlich ihres 100. Geburtstags im März 2013 wurde sie dort als „Lichtblick portugiesischer Kultur geehrt“.
2024 wurde zu Ehren von Ilse Losa der 50. frauenORT in Melle eingeweiht.

## Werke
- O mundo em que vivi. Marânus, Porto 1949 (Titelzeichnung Mädchenporträt von Gretchen Wohlwill); erneut: Portugália, Lissabon 1964; Plátano, Lissabon 1975; Afrontamento, Porto 1987 (= 5. Auflage, überarbeitet).
  - Übersetzung: Die Welt in der ich lebte. Die Geschichte der Rose Frankfurter. Übersetzt von Maralde Meyer-Minnemann. Beck & Glückler, Freiburg im Breisgau 1990, ISBN 3-924175-55-1 und als Neuauflage[12] im Bergmann-Verlag, Melle-Neuenkirchen 2016, ISBN 978-3-945283-27-1.
- Faísca conta a sua história. (Faísca erzählt seine Geschichte, Kinderbuch) Marânus, Porto 1949.
- Histórias Quase Esquecidas. (Fast vergessene Geschichten, Erzählungen) Marânus, Porto 1950.
- Grades brancas. (Weiße Gitter, Prosagedicht) Centro Bibliográfico, Lissabon 1951.
- Rio sem ponte. (Fluss ohne Brücke, Roman) Europa-América, Lissabon 1952.
- Ana Seghers: Anna Seghers. (Erzählungen) übersetzt und mit Vorwort von Ilse Losa. Atlântida, Coimbra 1954 (= Antologia do conto moderno).
- O cinema e a criança. (Kino und das Kind, Texte) Clube Português de Cinematografia, Porto 1954 (= Projecção 4).
- Diário de Anne Frank. (Das Tagebuch der Anne Frank). Übersetzt nach der Ausgabe von Anneliese Schütz, Verlag Lambert Schneider Heidelberg 1950 mit einem Vorwort Ilse Losa. Livros do Brasil, Lissabon 1955.
- Aqui havia uma casa. contos e novelas. (Hier war ein Haus. Kurzgeschichten und Novellen) Portugália, Lissabon 1955.
- A flor azul. (Die blaue Blume, Kinderbuch) Figueirinhas, Porto 1955; erneut: ASA, Porto 1976.
- Ernst Schnabel: No rasto de Anne Frank. (Anne Frank. Spur eines Kindes, 1958). Übersetzt von Ilse Losa, Livros do Brasil, Lissabon 1959.
- Ida e volta – À procura de Babbitt. (Rundreise: Auf der Suche nach Babbitt, Reiseerzählung) Portugália, Lissabon 1960; erneut: Afrontamento, Porto 1993.[13]
- Lieder aus Portugal. Ausgewählt, übersetzt und erläutert von Ilse Losa und Fernando Lopes-Graça. Wegner, Hamburg 1961 (= Lieder der Welt 6).
- Bertolt Brecht: Ti Coragem e os seus filhos. A boa alma de Sé-Chuão. (Mutter Courage und ihre Kinder. Der gute Mensch von Sezuan; Theater 1). Übersetzt von Ilse Losa und Jorge de Sena. Portugália, Lissabon 1961.
- Max Frisch: Andorra. (Theaterstück) übersetzt von Ilse Losa mit Manuela Delgado. Portugália, Lissabon 1961.
- O Príncipe Nabo da Nabolândia. (Prinz Nabo von Naboland, Kinderbuch) Livraria Divulgação, Porto 1962, Neuauflage mit Illustrationen von Fernando Relvas, Plátano, Lissabon 1978.
- João e Guida. (Bearbeitung von 'Hänsel und Gretel' nach Jacob und Wilhelm Grimm, Kindertheaterstück) Livraria Divulgação, Porto 1962, 5. Aufl. mit Illustration von Luísa Brandão, Edition ASA, Porto 1997 (Colecção Asa juvenil 12) ISBN 972-41-0245-9.
- Sob céus estranhos. (Roman) Portugália, Lissabon 1962; erneut: Afrontamento, Porto 1987 (überarbeitet).
  - Eigene Übertragung ins Deutsche als Unter fremden Himmeln. Beck & Glückler, Freiburg im Breisgau 1991, ISBN 3-924175-58-6.
- Portugiesische Erzähler. Herausgegeben und übersetzt von Ilse Losa mit Óscar Lopes. Aufbau Verlag, Berlin 1962.[14]
- Ivo Andrić: A velha menina. (Gospođica / Das Fräulein, Roman) übersetzt von Ilse Losa mit Manuela Delgado. Livros do Brasil, Lissabon 1962.
- Bertolt Brecht: O círculo de giz caucasiano. Ascensão e queda da cidade de Mahagonny. (Der kaukasische Kreidekreis. Aufstieg und Fall der Stadt Mahagonny; Theater 2). Übersetzt von Ilse Losa und Jorge de Sena. Portugália, Lissabon 1963.
- Encontro no Outono. Contos. (Treffen im Herbst, Erzählungen)[Anm 1] Portugália, Lissabon 1964.
- Bertolt Brecht: O julgamento de Lúculo; a Excepção e a Regra; Baal. (Das Verhör des Lukullus. Die Ausnahme und die Regel. Baal, Theater 3). Übersetzt von Ilse Losa und Jorge de Sena. Portugália, Lissabon 1965.
- Bertolt Brecht: Tambores na noite; Homem morto, homem posto; O senhor proprietário e o seu criado. (Trommeln in der Nacht.  Mann ist Mann. Herr Puntila und sein Knecht Matti; Theater 4). Übersetzt von Ilse Losa und Jorge de Sena. Portugália, Lissabon 1966.
- Manuel da Fonseca: Gesäter Wind. (Seara de vento, Roman). Übersetzt von Ilse Losa. Verlag Volk und Welt, Berlin 1967.
- Das versunkene Schiff. Erzählungen. Verlag der Nation, Berlin 1967.
  - Eigene Übertragung ins Portugiesische als O barco afundado. Edições Novaera, Lissabon 1979.
- A adivinha. (Das Rätsel, Theaterstück) Figueirinhas, Porto 1967; 1979 (überarbeitet); erneut: Afrontamento, 1994.
- Ich kann die Liebe nicht vertagen. Moderne portugiesische Lyrik. Übersetzt und herausgegeben von Ilse Losa und Óscar Lopes. Verlag Volk und Welt, Berlin 1969
- Günter Eich: Diante de Setúbal, a ressaca. (Die Brandung vor Setúbal, Hörspiel). Übersetzt von Ilse Losa und Marta Cristina de Araújo. In: Humboldt (Magazin, Hamburg), Jg. 10 (1970), Nr. 21,  S. 72–84.
- Erkundungen. 30 portugiesische Erzähler. Hrsg. von Ilse Losa und Egito Gonçalves. Verlag Volk und Welt, Berlin 1973.
- Histórias inesquecíveis para crianças. (Unvergessliche Geschichten für Kinder[Anm 2]) ausgewählt und teilw. übersetzt von Ilse Losa, illustriert von Manuela Bacelar. Livros do Brasil, Lissabon 1974.
- O Mosquito e o Senhor Pechincha. (Die Mücke und Herr Schnäppchen, Kinderbuch) mit Illustration von Manuela Bacelar. Livros Horizonte, Lissabon 1979 (= Colecção pássaro livre 19).
- A Minha Melhor História. (Meine beste Geschichte und 3 andere kurze Erzählungen) illustriert von Fernando de Oliveira. Editora Nova Crítica, Porto 1979 (Andanças 4).[Anm 3]
- Um fidalgo de permas curtas. (Ein kurzbeiniger Herr, Kinderbuch) mit Illustrationen von João Machado. Edition ASA, Porto 1979.
- Nós e a Criança. (Wir und das Kind, Texte) 3. Aufl., Porto Editora, Porto 1980.
- Bonifácio. (Kinderbildergeschichte) illustriert von 'Miranda'. Horizonte, Lissabon 1980 (Pássaro livre 22).
- Na Quinta das Cerejeiras. (Am Donnerstag der Kirschbäume, Kinderbuch) ASA, Porto 1981.
- A estranha história duma tília. (Die seltsame Geschichte einer Linde[Anm 4]) illustriert von Carlos Moreira. Livros Horizonte, Lissabon 1981 (Pássaro livre 28).
- Hans Christian Andersen: O Rouxinol. (Die Nachtigall, Märchen) übersetzt von Ilse Losa, illustriert von Manuela Bacelar. Edition ASA, Porto 1982.
- Estas Searas. Contos e Crónicas.[Anm 5] (Diese Ernten. Märchen und Glossen) Livros Horizonte, Lissabon 1984 (= Collecção Encontro 2)[15]
- Ana-Ana ou ‚uma coisa nunca vista‘. (Ana-Ana oder ‚ein nie gesehenes Ding‘, Kinderbuch) mit Illustration von Manuela Bacelar. Edition ASA, Porto 1986 (= Colecção Asa juvenil 30)
- Viagem com wish. (Reisen mit Wunsch, Kinderbuch) mit Illustrationen von João Machado. 2. Aufl. Edition ASA, Porto 1987.
- O quadro roubado. (Das gestohlene Gemälde, Kinderbuch) mit Illustrationen von João Nunes.  4. Aufl. Edition ASA, Porto 1987.
- Peter Härtling: A avó. ('Oma', Kinderbuch 1975) Portugiesisch von Ilse Losa. Afrontamento, Porto 1988.
- Silka. (Kinderbuch) Afrontamento, Porto 1989.
- A visita ao padrinho e outras histórias  (Der Besuch beim Paten und andere Geschichten. Mit 'Dois companheiros'/ 'Zwei Gefährten'. 'Pepe o Periquito'/ 'Pepe der Wellensittich', Kindererzählungen) Afrontamento, Porto 1989.
- O rei Rique e outras histórias. (König Reich und andere Geschichten)[Anm 6] mit Illustrationen von Júlio Resende. Edition Porto, Porto 1989.
- Um artista chamado duque. (Ein Künstler namens Herzog, Kinderbuch) ASA, Porto 1990.
- Caminhos sem destino. Afrontamento, Porto 1991, ISBN 972-36-0256-3.
  - Eigene Übertragung ins Deutsche als Tagträume und Erzählungen der Nacht. Beck & Glückler, Freiburg im Breisgau 1992, ISBN 3-89470-214-1.
- Miguel o expositor. (Miguel der Aussteller, Kinderbuch) mit Illustrationen von António Modesto. 2. Aufl. Afrontamento, Porto 1993 (= Tretas & letras 10) ISBN 972-36-0301-2.
- À flor do tempo. Crónicas. (In der Blüte der Zeit, Glossen) Afrontamento, Porto 1997, ISBN 972-36-0434-5.
- Beatriz e o plátano. (Beatriz und die Platane, Kinderbuch) illustriert von Lisa Couwenberg. Edition ASA, Porto 2000.
  - zweisprachige Ausgabe mit der eigenen Übertragung ins Deutsche, Oxalá Editora, Lünen 2020.

## Rezeption
Der Osnabrücker Schriftsteller (und Kulturamtsleiter) Ludwig Bäte (1892-1977) widmete Ilse Losa bereits 1947 sein Werk „Johanneslegende“ (Union-Verlag Berlin).
2002 verfasste Daniel Blaufuks nach dem Roman von Losa den 57-minütigen doku-fiktionalen Experimentalfilm Sob Céus Estranhos/Under strange skies der nach seiner Premiere auf dem Indie-Festivalm in Lissabon vom Künstlerkollektiv 'Tinta da China' 2007 zu einem Multimedial-Projekt Sob Céus Estranhos – Uma História de Exílio erweitert wurde.
Seit 2013 trägt die Zuwegung zum Jüdischen Friedhof in Buer bei Melle ihren Namen.
Theater-Impulse 2021: Warum gehe ich in diesen Straßen? Porque vou por estas ruas?. Theaterstück über Ilse Losa. Regie: Pauline Miller, mit Cornelia Rössler, Ramona Kozma, Jonas Panhuysen. Szenen aus Losas Kindheit, ihrer dramatischen Flucht und dem Leben in Lissabon und Porto. Musik und choreografische Elemente verbinden literarische Figuren und Texte von Losa, zusätzlich wurden Original-Audioaufnahmen der Schriftstellerin eingebunden.

## Auszeichnungen
- 1982: Gulbenkian-Preis für Na Quinta das Cerejeiras als bestes Kinderbuch.
- 1987: Auszeichnung der Internationalen Jugendbibliothek München für ihr Jugendbuch Das gestohlene Bild.[19]
- 1988: Ehrenmedaille der Stadt Porto.
- 1989: Goldener Apfel der Biennale Bratislava.
- 1991: Bundesverdienstkreuz am Bande
- 1995: Komtur des Ordens des Infanten Dom Henrique
- 1998: Grande Prémio de Crónica, Associação Portuguesa de Escritores für À flor do tempo.